# 비욘드 더 씨 (영화)
《비욘드 더 씨》(Beyond The Sea)는 영국에서 제작된 케빈 스페이시 감독의 2004년 드라마 영화이다. 케빈 스페이시 등이 주연으로 출연하였고 잔 판틀 등이 제작에 참여하였다.

## 출연

### 주연
- 케빈 스페이시
- 케이트 보스워스

### 조연
- 존 굿맨
- 밥 호스킨스
- 브렌다 블레신
- 그레타 스카치
- 캐롤린 애런
- 피터 신코티
- 마이클 바이른
- 맷 립피
- 게리 웰란
- 윌리엄 울리치

## 기타
- 공동제작: 필립 배리
- 공동제작: 데이너 브루네티
- 공동제작: 마크 트레이시
- 라인프로듀서: 가이 태너힐
- 협력프로듀서: 안나 캠포
- 협력프로듀서: 크리스찬 프론
- 협력프로듀서: 제레미 웰레핸
- 미술: 앤드류 로스
- 의상: 루스 마이어스
- 배역: 조안나 콜버트